# Albert Coady Wedemeyer
Pour les articles homonymes, voir Wedemeyer et Coady (homonymie).
Albert Coady Wedemeyer (9 juillet 1897, Omaha, Nebraska, É.-U. - 17 décembre 1989, Fort Belvoir, Virginie) est un général de l'armée de terre des États-Unis.

## Biographie
Il est principalement connu pour son affectation en Chine et sa contribution au pont aérien pour contourner le blocus de Berlin en 1947. Son expérience des ponts aériens lui venait de son rôle de supervision dans le ravitaillement de la Chine par voie aérienne à travers l’Himalaya sur le théâtre d’opérations CBI (Chine, Birmanie, Inde) durant la Seconde Guerre mondiale.
Après la guerre, le personnel qui fait franchir la "bosse" (Hump) de l'Himalaya a constitué le point de départ de China Airlines, comme celui des "Tigres volants" de Claire Chennault de la Civil Air Transport.
Albert C. Wedemeyer est diplômé de l’Académie militaire de West Point en 1919 et devient lieutenant-colonel en 1941 à titre temporaire.
De 1941 à 1943, il est officier d’état-major au Département de la Guerre des États-Unis et auteur principal du Victory Program qui plaidait pour l'obtention de la victoire en Europe en premier. Quand les États-Unis entrent en guerre après l'attaque aéronavale japonaise contre Pearl Harbor le 7 décembre 1941, ce programme est adopté et développé. Il aide aussi à planifier la campagne de Normandie qui se concrétisera par le débarquement allié du 6 juin 1944.
En 1943, il est nommé chef d’état-major de Lord Louis Mountbatten, le commandant suprême du South East Asia Command (SEAC) dans le théâtre d’opérations du Sud-Est Asiatique basé à Colombo, Ceylan.
De 1944 à 1946, il est chef d’état-major du général Tchang Kaï-chek et commandant des forces des États-Unis en Chine, toujours sous le commandement du SEAC de l’amiral Lord Louis Mountbatten. Le théâtre d’opérations CBI (Chine, Birmanie et Inde) affecté au général Joseph Stilwell a été coupé en deux zones, Nord et Sud.
De 1944 à 1945, à la vue de ses connaissances du transport aérien à travers la “bosse” (Hump) himalayenne pour ravitailler l’arnée nationaliste chinoise, il est nommé commandant du “US China Theater” (USFCT), dont font partie les “Tigres volants” de Claire Chennault et la 20e Air Force engagée dans l’opération Matterhorn (bombardements stratégiques du Japon et de bases japonaises en Chine et en Asie du Sud-Est).
En 1945, il est nommé chef d’état-major.
En 1948, en tant qu'officier supérieur des plans et opérations, il soutient l’intention de Clay de créer un pont aérien pour ravitailler Berlin soumis au blocus soviétique.
En 1949, il est nommé commandant de la 6e Armée.
En 1951, il se retire du service actif et prend sa retraite.
Son fils, Albert Dunbar Wedemeyer fit carrière comme officier de renseignement dans la CIA.